# صيف في سان تروبيه
صيف في سان تروبيه (بالفرنسية: Un été à Saint-Tropez)‏ هو فيلم فرنسي من إخراج المصور ديفيد هاملتون.
الفيلم صور في وحول منزل ديفيد هاملتون الخاص في سان تروبيه، وعمر المنزل 800 سنة.

## المحتوى
لا يحتوي الفيلم على أي حوارات، ولكن الشخصيات تضحك وتقهقه احياناً. الموسيقى التصويرية من تلحين بينوا ويدمان. صدرت بعض الصور من الفيلم في كتاب هاملتون "The Dance". وبعض اللقطات في كتاب "Sisters" و "Dreams of a Young Girl".

## الكتاب
صدر كتاب يحتوي صور من الفيلم عام 1983 يحمل نفس اسم الفيلم.

## روابط خارجية
- صيف في سان تروبيه على موقع IMDb (الإنجليزية)
- صيف في سان تروبيه على موقع نتفليكس (الإنجليزية)
- صيف في سان تروبيه على موقع ألو سيني (الفرنسية)
- صيف في سان تروبيه على موقع فيلمافينيتي (الإسبانية)
- صيف في سان تروبيه على موقع قاعدة بيانات الفيلم (الإنجليزية)
- صيف في سان تروبيه على موقع ليتربوكسد (الإنجليزية)
- صيف في سان تروبيه على موقع كينوبويسك (الروسية)